# Ignacio de Iriarte

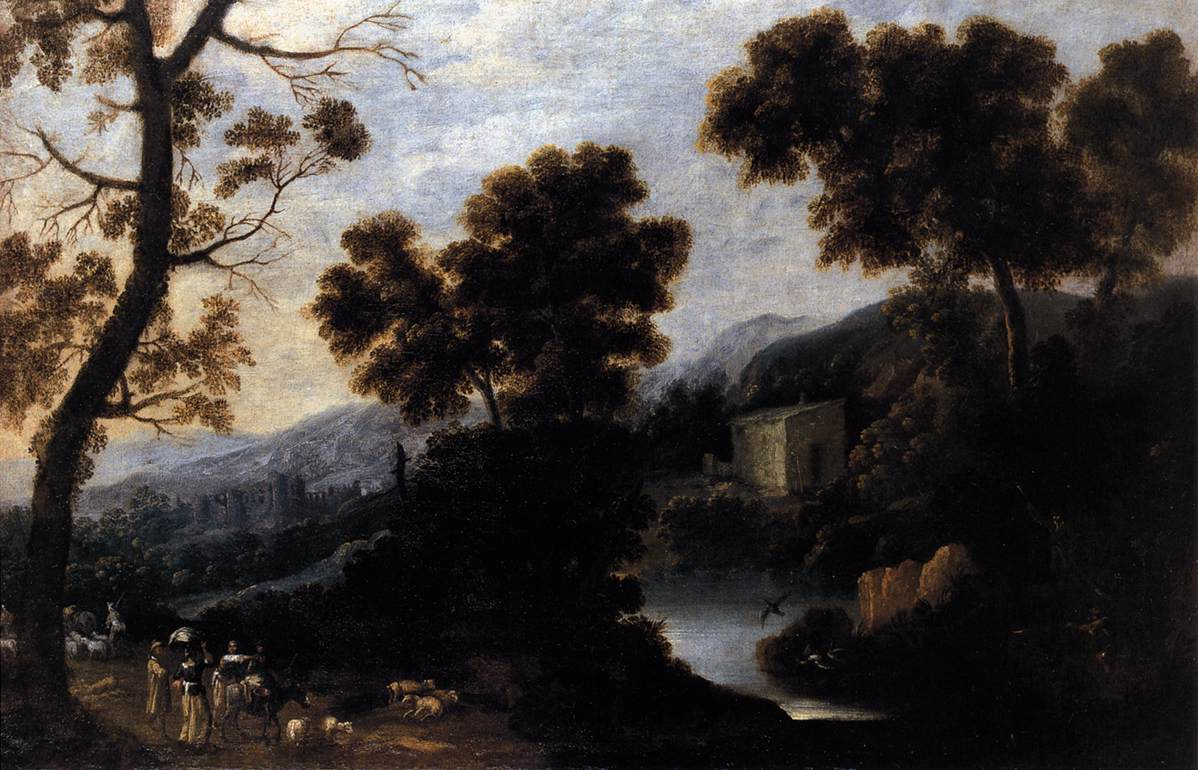
Landskap med staffage, omkring 1660.

Ignacio de Iriarte, född 1620 i Azcoitia, Guipuzcoa, död 1685 i Sevilla, var en spansk målare.
Han tillhörde skolan i Sevilla och studerade under Francisco Herrera den äldre. Då de Iriarte ansåg att han inte hade förmåga till historiska bilder och figurer, inskränkte han sig till landskapsmålning, där han tog Bartolomé Esteban Murillo till förebild. I själva verket var han mer dekoratör än egentlig landskapsmålare, trots att Murillo om honom sade, att hans tavlor vittnade om "gudomlig inspiration". Det antas att Murillo ibland utförde historiskt staffage i de Iriartes bilder. Iriarte var för övrigt en av grundläggarna av konstakademien i Sevilla (1660). Tavlor av de Iriate visas idag främst i Madrid, vissa målningar finns i Sankt Petersburg och i Louvren.